# Jessica De Smet
Jessica De Smet is een Belgisch voormalig volleybalster en sportbestuurster.

## Levensloop
De Smet was actief bij Asterix Kieldrecht, met deze club won ze in seizoen 1995-'96 de Beker van België. Later was ze actief bij Bell's Temse, alwaar ze in 1998 haar spelerscarrière beëindigde.
Eveneens in 1998 ging ze aan de slag bij de Vlaamse Liga Gehandicaptensport. Later werd ze  directeur van G-sportfederatie Parantee-Psylos, een functie die ze uitoefende tot juli 2022. Ze werd in deze hoedanigheid opgevolgd door Steven Van Beylen. Vervolgens ging De Smet aan de slag als kinesitherapeut in een woonzorgcentrum.